# 公定
| ウィキペディアには「公定」という見出しの百科事典記事はありません（タイトルに「公定」を含むページの一覧/「公定」で始まるページの一覧）。 代わりにウィクショナリーのページ「公定」が役に立つかもしれません。 |